# Руденки (Ярославская область)
Руденки — деревня в Ярославском районе Ярославской области. Входит в состав Карабихского сельского поселения.

## География
Находится в восточной части Ярославской области на расстоянии приблизительно 7 км на юг по прямой от станции Ярославль.

## История
Деревня была отмечена еще на карте 1798 года. В 1859 году здесь (деревня Ярославского уезда Ярославской губернии) было учтено 16 дворов, в 1898 — 17, в 1941 — 16.

## Население
Численность населения: 108 человек (1859 год), 3 (русские 100 %) в 2002 году, 1 в 2010.